# Come Clean (песма)
Come Clean је трећи званично објављен сингл америчке певачице Хилари Даф. Песма се налази на њеном албуму првенцу . Спот је премијерно приказан у популарној америчкој музичкој емисији Total Request Live. Песма је дебитовала 14. јануара 2004. године на осмом месту. На листи се налазила 25 дана, достижући највише трећу позицију.

## Списак песама
1. - 03:34

Аустралијско издање
Британско издање
- CD1

1. - 03:34
2. - 02:59

- CD2

1. - 03:34
2. Галерија фотографија, текстови песама и скрин-сејвери